# Speedy Gonzales (brano musicale)
Speedy Gonzales è una novelty song del 1961, scritto da Buddy Kaye, Ethel Lee e David Hess, originariamente interpretato da quest'ultimo usando l'alias David Dante e ispirato all'omonimo personaggio dei Looney Tunes. Il brano divenne popolare con l'interpretazione di Pat Boone del 1962.

## Pubblicazione
La canzone venne pubblicata  dalla RCA Victor nell'omonimo 45 giri assieme al lato B K-K-K-Katy, una cover di Geoffrey O'Hara. La medesima etichetta pubblicò la traccia sul lato B del singolo K-K-K Katy dello stesso David Dante.

## Cover
- Una versione particolarmente nota del brano è quella del 1962 interpretata da Pat Boone, che scoprì la canzone durante un soggiorno nelle Filippine. Sebbene il produttore della cover di Boone, Randy Wood, non fosse molto entusiasta del risultato, la canzone fu una hit internazionale che raggiunse la prima posizione in diversi paesi e il sesto posto della Billboard.[4][1]
- Con il testo in italiano di Alberico Gentili, il brano venne interpretato da Peppino di Capri, Johnny Dorelli, Remo Germani, Catullo e gli Enigmisti (Nuova Enigmistica Tascabile, N. 424) e Roby Matano e i Campioni (On Sale Music, 52 OSM 057)[5].
- L'ultimo singolo degli Hep Stars è una cover della traccia che uscì nel 1969.[6]
- Nel 2006 i Kumbia All Starz pubblicarono l'album Ayer Fue Kumbia Kings, Hoy Es Kumbia All Starz, che contiene una cover della traccia cantata in lingua spagnola.